# Yeh Adam
Yeh Adam 1986 (punyabi:  يه آدم ), paquistaní de acción dirigida y escrita por Arshad Sajid, coproducida bajo la bandera de la producción Pakistán Es una secuela del clásico de culto
El elenco revelado incluye a Sultan Rahi interpretando el papel principal junto a Aasia, Masood Akhtar y Afzal Ahmad,

## Reparto
| Actor            | Personaje    |
| ---------------- | ------------ |
| Aasia            |              |
| Sultan Rahi      | Hasoo        |
| Mustafa Qureshi  |              |
| Aaliya           |              |
| Masood Akhtar    | Nasir Sab    |
| Nimmi            | Jani         |
| Afzaal Khan      | Ustad Sheeda |
| Zamurrad         |              |
| Mahboob Alam     |              |
| Aanisa C Darfats |              |
| Nasir Adeeb      |              |
| Manawar Saeed    | Thanedaar    |
| Manir Zarif      | Jeemi        |
| Rehan            |              |
| Saqi             | Justice      |
| Allauddin        |              |
| Adeeb            | Sab Bahadur  |
| Afzaal Ahmad     |              |
| Dildar Bhatti    |              |
| Khalid Butt      |              |
| Kemal Irrani     |              |